# 세베로 오초아
세베로 오초아 드 알보르노즈(Severo Ochoa de Albornoz, 스페인어: [seˈβeɾo oˈtʃoa ðe alβorˈnoθ], 1905년 9월 24일 ~ 1993년 11월 1일)는 스페인의 분자생물학자이다. 생물체의 에너지대사 과정에서 고에너지 인산이 담당하는 작용에 대해 연구하다가 RNA 합성을 촉진하는 기능을 지닌 효소를 발견했다. 이 효소의 발견은 DNA의 유전정보들이 RNA를 통해 특정한 단백질로 발현되는 과정을 이해하는 데 중요한 계기가 되었으며, 오초아는 이 효소를 이용하여 1955년 시험관에서 RNA를 합성하는 데 성공했다. DNA와 RNA의 합성에 관여하는 효소를 찾아낸 공로로 1959년 콘버그와 함께 노벨 생리학·의학상을 받았다.

## 수상 경력
- 1959년 : 노벨 생리학·의학상
- 1963년 : 파울 카러 황금 메달
- 1979년 : 미국 국가 과학상

## 저서
- Ochoa, S. (1980). “A Pursuit of a Hobby”. 《Annual Review of Biochemistry》 49: 1–30. doi:10.1146/annurev.bi.49.070180.000245. PMID 6773467.

## 참고 문헌
- Kornberg, Arthur (1997). “Severo Ochoa (24 September 1905–1 November 1993)”. 《Proceedings of the American Philosophical Society》 141: 479–491.